# 熊野神社
熊野神社（くまのじんじゃ）は、熊野三山の祭神の勧請を受けた神社である。同名または熊野社（くまのしゃ・ゆやしゃ・いやしゃ）・十二所神社（じゅうにそじんじゃ、じゅうにしょじんじゃ）など類似の社名の神社が全国各地にある。

## 熊野神社とは
熊野神社とは、熊野三山（熊野本宮大社〈本宮〉、熊野速玉大社〈新宮〉、熊野那智大社〈那智〉）の祭神である熊野権現の勧請を受けた神社のことである。熊野詣の盛行や有力者による荘園の寄進、熊野先達の活動により全国に熊野信仰がひろまったことにより、熊野三山の祭神を勧請した神社が全国に成立した。熊野三山の祭神である熊野権現は、その主祭神である熊野三所権現だけでなく、本宮と新宮では他に9柱の祭神が祀られて十二所権現と呼ばれ、那智はさらに1柱多く祀られて十三所権現と呼ばれ、それらも含まれている。
熊野三山の祭神を勧請するといった場合、三所権現のいずれかひとつの神ないし三神の全て、または十二所権現の全てないし若宮のみを勧請する場合や、九十九王子の中でも重要な五体王子を勧請するものもあり、それら全てを含めて熊野神社とした場合、その数は三千余に達するという。熊野神あるいは熊野権現を勧請した全国各地にある神社は、熊野神社と呼ばれることもあれば、熊野神あるいは熊野権現が12柱の祭神から構成されていることから、十二所神社または十二社神社と呼ばれることもある。
有史以前からの自然信仰の聖地であった熊野（紀伊国牟婁郡）に成立した熊野三山は、平安時代末期から鎌倉時代初期にかけての中世熊野詣における皇族・貴族の参詣によって、信仰と制度の上での確立をみた。「熊野御幸（くまのごこう）」と呼ばれる熊野詣を最初に行ったのは、延喜7年（907年）の宇多上皇であり、次いで正暦3年（992年）の花山上皇である。しかしながら、中世熊野詣を担った平安京からの参詣者は、後鳥羽上皇をはじめとする平安京の皇族・貴族と上皇陣営に加勢した熊野別当家が承久の乱において没落したことによって、院の参詣は実質的に終焉し、貴族による参詣も13世紀過ぎまでのことであった。かわって、承久の乱以後の鎌倉時代には新たな参詣者層として地方の武士が登場し、15世紀ごろには一般民衆が最盛期を迎えた。室町時代から戦国時代にかけて熊野山領の荘園からの収入が減退したことが熊野先達・御師の発達を促し、熊野先達の活動が全国に及んだことで熊野信仰の伝播はいっそう促進された。

## 分布
熊野神社の全国的な分布を知る基礎資料となる研究は数点が知られている。広く用いられているのは那智山宮司の松井美幸が調査したもので熊野那智大社編纂の『熊野三山とその信仰』に「熊野三山御分祀」として収められたもので、各社の社格・社名・祭神・鎮座地といった基礎情報を集成したものである。これに次ぐのは堀一郎が『明治神社誌料』『神社大観』をもとに郷社以上の社格を持つ社を都道府県別に集計したもの、神社本庁の岡田米夫が1963年（昭和38年）に編纂した神社名簿をもとに池上らが試みた研究がある。調査の精粗や合祀社の扱いにより、3,078社（松井）または2,442社（岡田）と総数に相違はあるものの、池上らが指摘するように、熊野神社は、八幡神社・神明神社・稲荷神社と並んで全国的な分布を示していることが確認されている。

## 主要な熊野神社
- 熊野三山
  - 熊野速玉大社
  - 熊野本宮大社
  - 熊野那智大社
- 熊野神社 (南陽市) ： 山形県南陽市
- 碓氷峠の熊野
  - 熊野神社 (安中市)：群馬県安中市松井田町
  - 熊野皇大神社 ： 長野県北佐久郡軽井沢町

以上の神社は「日本三大熊野」と総称され、熊野信仰の中心となっている。

## 各地の熊野神社
※ 以下は、単独名で熊野神社を名乗っている3,000社ほどある神社のうちの一例である。この他数多くの熊野社が地方の神社に合祀されている。

### 北海道
- 熊野神社 (松前町) ： 北海道松前郡松前町
- 熊野神社 (弟子屈町) ： 北海道川上郡弟子屈町字美留和
- 熊野神社 (共和町) ： 北海道岩内郡共和町宮丘

### 東北地方

#### 青森県
- 熊野神社 (八戸市) – 青森県八戸市鮫町
- 熊野神社 (中泊町) ： 青森県北津軽郡中泊町
- 熊野神社 (大鰐町) ： 青森県南津軽郡大鰐町唐牛
- 熊野神社 (六戸町) ： 青森県上北郡六戸町犬落瀬

#### 岩手県
- 熊野神社 (花巻市小瀬川) ： 岩手県花巻市小瀬川[17]
- 熊野神社 (花巻市石鳥谷町) ： 岩手県花巻市石鳥谷町
- 三熊野神社 (花巻市) ： 岩手県花巻市
- 熊野神社 (大船渡市末崎町中森) ： 岩手県大船渡市
- 熊野神社 (一関市) ： 岩手県一関市中里
- 熊野神社 (奥州市前沢) ： 岩手県奥州市前沢
- 熊野神社 (奥州市前沢古城) ： 岩手県奥州市前沢古城 ： 古城熊野神社
- 熊野三社 (平泉町) ： 岩手県西磐井郡平泉町平泉

#### 宮城県
- 熊野神社 (仙台市泉区) ： 宮城県仙台市泉区実沢
- 熊野神社 (名取市) ： 宮城県名取市高舘熊野堂
- 今熊野神社 (名取市) ： 宮城県名取市高舘川上
- 熊野神社 (大崎市古川前田町) ： 宮城県大崎市
- 熊野神社 (富谷市) ： 宮城県富谷市
- 熊野神社 (村田町) ： 宮城県柴田郡村田町小泉
- 熊野神社 (加美町) ： 宮城県加美郡加美町宮崎
- 熊野神社 (女川町) ： 宮城県牡鹿郡女川町鷲神

#### 秋田県
- 熊野神社 (秋田市泉) ： 秋田県秋田市泉
- 熊野神社 (秋田市河辺) ： 秋田県秋田市河辺
- 三皇熊野神社 – 秋田県秋田市牛島西
- 熊野神社 (美郷町) ： 秋田県仙北郡美郷町六郷

#### 山形県
- 熊野神社 (南陽市) ： 山形県南陽市宮内
- 今熊野神社 (戸沢村) ： 山形県最上郡戸沢村角川
- 熊野神社 (白鷹町) ： 山形県西置賜郡白鷹町大字中山

#### 福島県
- 熊野神社 (福島市土湯温泉町) ： 福島県福島市土湯温泉町[18]
- 熊野神社 (郡山市熱海町) ： 福島県郡山市熱海町[19]
- 熊野福蔵神社 ： 福島県郡山市横塚
- 熊野神社 (いわき市常磐藤原町) ： 福島県いわき市常磐藤原町[20]
- 熊野神社 (いわき市錦町) ： 福島県いわき市錦町
- 好嶋熊野神社 – 福島県いわき市好間町上好間 ： 熊野神社
- 熊野神社 (白河市) ： 福島県白河市大信下小屋
- 熊野神社 (喜多方市一本木下) ： 福島県喜多方市一本木下[21]
- 新宮熊野神社 ： 福島県喜多方市慶徳町 ： 熊野神社
- 熊野神社 (二本松市米沢) ： 福島県二本松市米沢[22]
- 熊野神社 (南会津町) ： 福島県南会津郡南会津町田島
- 熊野神社 (鮫川村) ： 福島県東白川郡鮫川村赤坂西野
- 熊野神社 (福島県伊達市) ： 福島県伊達市保原町

### 関東地方

#### 群馬県
- 熊野神社 (館林市堀工町) - 群馬県館林市堀工町

#### 茨城県
- 熊野神社 (行方市島並) ： 茨城県行方市島並
- 熊野神社 (日立市)[23] ： 茨城県日立市白銀町
- 熊野神社 (滑川町)[24] ： 埼玉県比企郡滑川町

#### 埼玉県
- 熊野神社 (川越市)[25]：埼玉県川越市
- 熊野神社 (入間市) ： 埼玉県入間市
- 熊野神社 (和光市) ： 埼玉県和光市

#### 千葉県
- 熊野神社 (船橋市) ： 千葉県船橋市
- 熊野神社 (四街道市内黒田) ： 千葉県四街道市内黒田
- 熊野神社 (四街道市亀崎) ： 千葉県四街道市亀崎
- 熊野神社 (匝瑳市) ： 千葉県匝瑳市
- 熊野神社 (旭市) ： 千葉県旭市
- 熊野神社 (横芝光町) ： 千葉県山武郡横芝光町
- 熊野神社 (松戸市金ヶ作)[26]：千葉県松戸市金ケ作
- 熊野神社 (流山市思井) ： 千葉県流山市思井
- 高田熊野神社 (柏市) ： 千葉県柏市
- 熊野神社 (南房総市) ： 千葉県南房総市池之内

#### 東京都（23区内）
- 熊野神社 (板橋区熊野町)[27]：東京都板橋区熊野町
- 熊野神社 (板橋区志村)[28]：東京都板橋区志村
- 熊野神社 (新宿区) ： 東京都新宿区西新宿
- 熊野神社 (渋谷区) ： 東京都渋谷区神宮前
- 熊野神社 (目黒区) ： 東京都目黒区自由が丘
- 熊野神社 (葛飾区)[29] ： 東京都葛飾区立石
- 熊野神社 (葛飾区東水元) ： 東京都葛飾区東水元

#### 東京都（23区外）
- 熊野神社 (東京都府中市) [30]：東京都府中市西府町
- 熊野神社 (国分寺市) ： 東京都国分寺市
- 熊野神社 (立川市)[31]： 東京都立川市高松町
- 熊野神社 (八王子市) ： 東京都八王子市川口町
- 熊野神社 (東村山市) ： 東京都東村山市
- 熊野神社 (町田市南町田)[32]：東京都町田市南町田
- 熊野神社 (町田市高ヶ坂) ：東京都町田市高ヶ坂
- 熊野神社 (町田市三輪町) ：東京都町田市三輪町
- 熊野神社 (多摩市関戸) ：東京都多摩市関戸5丁目。 - 境内には「関戸古戦場」や「霞ノ関南木戸柵跡」がある。

#### 神奈川県
- 熊野神社 (川崎市幸区) ： 神奈川県川崎市幸区
- 熊野神社 (川崎市高津区) ： 神奈川県川崎市高津区
- 熊野神社 (横浜市鶴見区) ：神奈川県横浜市鶴見区
- 熊野神社 (横浜市神奈川区) ：神奈川県横浜市神奈川区
- 師岡熊野神社：神奈川県横浜市港北区
- 熊野神社 (横浜市瀬谷区) ： 神奈川県横浜市瀬谷区
- 熊野神社 (横浜市金沢区) ： 神奈川県横浜市金沢区（朝夷奈切通）
- 熊野神社 (横須賀市長井) ： 神奈川県横須賀市長井
- 熊野神社 (鎌倉市) ： 神奈川県鎌倉市
- 高田熊野神社 (茅ヶ崎市) ： 神奈川県茅ヶ崎市

### 中部地方

#### 富山県
- 熊野神社 (富山市) ： 富山県富山市
- 熊野神社 (高岡市熊野町) ： 富山県高岡市熊野町

#### 長野県
- 熊野神社 (安曇野市) ： 長野県安曇野市
- 熊野神社 (下諏訪町) ： 長野県諏訪郡下諏訪町社
- 熊野神社 (上松町) ： 長野県木曽郡上松町

#### 静岡県
- 熊野神社 (伊豆の国市三福) ： 静岡県伊豆の国市三福
- 熊野神社 (富士宮市) ： 静岡県富士宮市
- 熊野神社 (富士市) ： 静岡県富士市石坂地区
- 三熊野神社 (掛川市) ： 静岡県掛川市大須賀町
- 小笠神社 ： 静岡県掛川市
- 高塚熊野神社[33] ： 静岡県浜松市中央区高塚町
- 熊野神社 (浜松市) ： 静岡県浜松市中央区増楽町
- 高松神社 ： 静岡県御前崎市
- 熊野神社 (焼津市) ： 静岡県焼津市東小川

#### 岐阜県
- 熊野神社 (高山市国府町宇津江) ： 岐阜県高山市国府町宇津江
- 熊野神社 (可児市) ： 岐阜県可児市
- 熊野神社 (各務原市大野町) ： 岐阜県各務原市大野町
- 熊野神社 (各務原市鵜沼)： 岐阜県各務原市鵜沼（伊木山）

#### 愛知県
- 熊野社 (名古屋市中村区) ： 愛知県名古屋市中村区権現通
- 熊野三社：名古屋市南区呼続
- 熊野神社 (岡崎市) ： 愛知県岡崎市
- 熊野神社 (安城市) ： 愛知県安城市尾崎町 - 付近に鎌倉街道跡が残る。
- 熊野神社 (西尾市) ： 愛知県西尾市
- 熊野社 (長久手市) ： 愛知県長久手市
- 熊野神社 (犬山市) ： 愛知県犬山市
- 熊野神社 (瀬戸市) ： 愛知県瀬戸市熊野町
- 熊野神社 (小牧市岩崎) ： 愛知県小牧市岩崎
- 熊野神社 (小牧市久保) ： 愛知県小牧市久保
- 熊野神社 (北名古屋市) ： 愛知県北名古屋市
- 熊野神社 (豊田市) ： 愛知県豊田市
- 熊野神社 (豊根村) ： 愛知県北設楽郡豊根村
- 熊野神社 (岩倉市) ： 愛知県岩倉市
- 熊野神社 (常滑市) ： 愛知県常滑市
- 熊野神社 (豊川市) ： 愛知県豊川市下長山町

### 近畿地方

#### 和歌山県
- 鬪雞神社 ： 熊野古道の玄関口である和歌山県田辺市に勧請した神社。旧称が新熊野雞合大権現。田辺宮とも呼ばれる。
- 熊野神社 (御坊市) ： 島根県の元熊野と呼ばれる熊野大社から熊野本宮大社の元となる人達が移動の際に逗留したことをきっかけに建立された神社。「いやじんじゃ」とも呼ばれている。

#### 京都府
- 熊野神社 (京丹後市) ： 京都府京丹後市に4社存在する。
- 新熊野神社 ： 京都市東山区今熊野椥ノ森町。後白河法皇御所聖跡 天台宗法住寺の鎮守社。
- 熊野神社 (京都市) ： 京都市左京区聖護院山王町43。聖護院の鎮守社。（熊野権現社、白川熊野社、権現さん）[34]
  - 熊野神社衣笠分社 ： 京都市北区小松原北町
- 熊野若王子神社 ： 京都市左京区若王子町、および鹿ケ谷若王子山町。永観堂（浄土宗西山禅林寺派禅林寺）の鎮守社であり、「禅林寺新熊野社、若王寺」とも称した。
- 若一神社 ： 京都市下京区七条御所ノ内本町98。若一王子を祀る。

#### 兵庫県
- 熊野神社 (神戸市中央区) ： 兵庫県神戸市中央区
- 熊野神社 (西宮市) ： 兵庫県西宮市
- 難波熊野神社 ： 兵庫県尼崎市西難波町5丁目9番22号。応神天皇の古き御代より「難波の梅｣の宮として知られ、毎年3月に梅まつりが開かれている。
- 杭瀬熊野神社 ： 兵庫県尼崎市杭瀬本町1丁目9番地36。
- 鹿塩熊野神社 ： 兵庫県宝塚市
- 熊野神社 (福崎町) ： 兵庫県福崎町

### 中国地方

#### 岡山県
- 熊野神社 (倉敷市林) ： 岡山県倉敷市林

#### 広島県
- 熊野神社 (三次市畠敷町) ： 広島県三次市畠敷町
- 熊野神社 (海田町) ： 広島県安芸郡海田町
- 熊野本宮社 (熊野町) ： 広島県安芸郡熊野町
- 熊野神社 (庄原市西城町)：広島県庄原市西城町
- 熊野神社 (広島市安佐南区) : 広島県広島市安佐南区

#### 山口県
- 熊野神社 (山陽小野田市) ： 山口県山陽小野田市

#### 島根県
- 熊野神社 (安来市)： 島根県安来市（比婆山久米神社奥宮）

### 四国地方

#### 徳島県
- 熊野神社 (阿波市) ： 徳島県阿波市

#### 香川県
- 熊野権現桃太郎神社 ： 香川県高松市鬼無町

#### 愛媛県
- 熊野神社 (四国中央市) ： 愛媛県四国中央市
- 熊野神社 (松山市) ： 愛媛県松山市（旧堀江村）

#### 高知県
- 魚梁瀬熊野神社 ： 高知県安芸郡馬路村
- 熊野神社 (馬路村) ： 高知県安芸郡馬路村

### 九州地方

#### 福岡県
- 大牟田熊野神社：福岡県大牟田市鳥塚町87
- 當所神社（筑前町）：福岡県朝倉郡筑前町当所

#### 大分県
- 熊野神社 (大分市) ： 大分県大分市津守

#### 佐賀県
- 熊野神社 (武雄市) ： 佐賀県武雄市北方町医王寺

#### 長崎県
- 熊野神社 (五島市) ： 長崎県五島市
- 熊野神社 (新上五島町) ： 長崎県南松浦郡新上五島町

#### 熊本県
- 松橋神社 ： 熊本県宇城市
- 上色見熊野座神社 ： 熊本県阿蘇郡高森町
- 高塚熊野座神社 ： 熊本県八代郡氷川町
- 岡留熊野座神社 ： 熊本県球磨郡あさぎり町

#### 宮崎県
- 熊野鳴瀧神社 ： 宮崎県西臼杵郡高千穂町河内32-2[35]、鳴滝六社大権現（上河内神社、上宮、鳴滝神社、鳴瀧神社、鳴瀧の宮[36]）、熊野三社権現（中川内神社）、北野天満宮（下川内神社）の合祀
- 熊野神社 (宮崎市) ： 宮崎県宮崎市熊野

#### 鹿児島県
- 熊野神社 (出水市) ： 鹿児島県出水市
- 熊野神社 (三島村) ： 鹿児島県鹿児島郡三島村

## その他
紀伊の熊野三山同様に、熊野三社が地理的・方角的に全く同じセット状態になっているのは、日本全国で3,000社以上ある熊野神社のなかでも宮城県名取市の熊野三社だけである。
- 名取熊野三社
  - 熊野本宮社 (名取市) ： 宮城県名取市
  - 熊野那智神社 (名取市) ： 宮城県名取市
  - 熊野神社 (名取市) ： 宮城県名取市
- 遠州(の)熊野三山
  - 三熊野神社 (掛川市) ： 静岡県掛川市
  - 小笠神社 ： 静岡県掛川市
  - 高松神社 ： 静岡県御前崎市
- 熊野神社 (掛川市) ： 静岡県掛川市

島根県松江市の熊野大社は、熊野三山とは別の神を祀る神社とされるが、この神社から和歌山の熊野三山に勧請されたとする説もある。御坊市にある熊野神社（いやじんじゃ）はこの説に基づいている。島根県（旧・出雲国）安来市に古事記に記された伊邪那美神の神陵地があり、久米神社となっているが、別名は熊野神社とも言われている。